# Elezioni comunali in Trentino-Alto Adige del 2010
Le elezioni comunali in Trentino-Alto Adige del 2010 si sono tenute il 16 maggio e il 21 novembre, con turni di ballottaggio il 30 maggio, per il rinnovo di 316 consigli comunali.

## Riepilogo sindaci eletti
Coalizione di centro-sinistra
     Südtiroler Volkspartei
     Liste civiche
| Provincia | Comune     | Sindaco uscente | Sindaco uscente    | Sindaco eletto | Sindaco eletto     | Primo turno | Primo turno | Secondo turno | Secondo turno | Seggi   |
| Provincia | Comune     | Sindaco uscente | Sindaco uscente    | Sindaco eletto | Sindaco eletto     | Voti        | %           | Voti          | %             | Seggi   |
| --------- | ---------- | --------------- | ------------------ | -------------- | ------------------ | ----------- | ----------- | ------------- | ------------- | ------- |
| Trento    | Rovereto   |                 | Guglielmo Valduga  |                | Andrea Miorandi    | 6.261       | 32,46       | 7.742         | 50,88         | 25 / 40 |
| Bolzano   | Bolzano    |                 | Luigi Spagnolli    |                | Luigi Spagnolli    | 25.831      | 52,44       | —             | —             | 27 / 50 |
| Bolzano   | Bressanone |                 | Albert Purgstaller |                | Albert Purgstaller | 4.907       | 44,06       | 4.985         | 64,59         | 13 / 30 |
| Bolzano   | Laives     |                 | Giovanni Polonioli |                | Liliana Di Fede    | 2.901       | 32,82       | 4.202         | 61,42         | 18 / 30 |
| Bolzano   | Merano     |                 | Gunther Januth     |                | Gunther Januth     | 6.249       | 35,69       | 6.977         | 58,90         | 22 / 40 |